# NGC 3604
NGC 3604 (другие обозначения — NGC 3611, ZWG 39.103, UGC 6305, MCG 1-29-26, IRAS11149+0449, PGC 34478) — спиральная галактика (Sa) в созвездии Льва. Открыта Уильямом Гершелем в 1786 году.
Этот объект занесён в Новый общий каталог дважды, с обозначениями NGC 3604 и NGC 3611. Галактику дважды открыл Уильям Гершель: первый раз 27 января 1786 года, второй раз — 30 декабря того же года.
Галактика обладает необычным кольцом диаметром 30 килопарсек, центр которого не совпадает с центром галактики. По всей видимости, такая структура возникла при слиянии галактик. Кроме того, у NGC 3604 наблюдаются и другие структуры, образованные приливными взаимодействиями. В 3 минутах дуги от NGC 3604 находится UGC 6306. Лучевые скорости этих галактик отличаются на 170 км/с, возможно, из-за их взаимного орбитального движения.
Галактика NGC 3604 входит в состав группы галактик NGC 3640. Помимо NGC 3604 в группу также входят NGC 3630, NGC 3645, NGC 3640, NGC 3641, NGC 3664, NGC 3664A, UGC 6345 и NGC 3643.